# Rubigula gularis
Rubigula gularis là một loài chim trong họ Pycnonotidae.

## Tham khảo

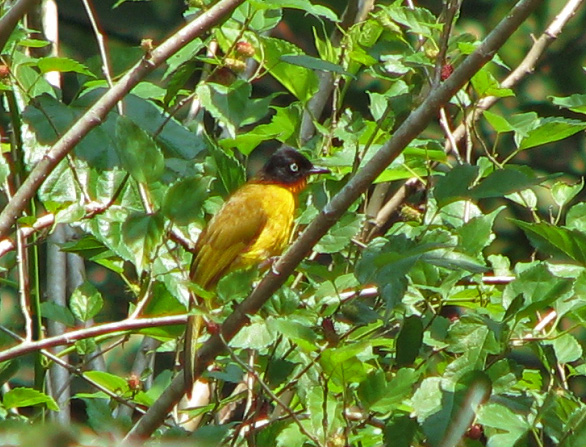
The white iris is distinctive